# Proença-a-Nova
La Proença-a-Nova es un municipio portugués perteneciente al distrito de Castelo Branco, región estadística del Centro (NUTS II, comunidad intermunicipal de Beira Baixa y Diócesis de Portalegre-Castelo Branco con cerca de 4700 habitantes.

## Geografía
Es sede de un municipio con 395,26 km² de área y 7170 habitantes (2021), subdividido en cuatro freguesias. El municipio está limitado al norte por el municipio de Oleiros, al nordeste por Castelo Branco, al este por Vila Velha de Ródão, al sudoeste por Mação y al noroeste por Sertã.

## Demografía
| Gráfica de evolución demográfica de Proença-a-Nova entre 1864 y 2021 |
|                                                                      |
| Datos según el nomenclátor publicado por el INE portugués.           |

## Organización territorial
El municipio de  Proença-a-Nova está formado por cuatro freguesias:
- Montes da Senhora
- Proença-a-Nova e Peral
- São Pedro do Esteval
- Sobreira Formosa e Alvito da Beira